# IC 117
IC 117 ist ein inexistentes Objekt im Sternbild Walfisch in der Umgebung des Himmelsäquators im Index-Katalog, welches von dem französischen Astronomen Stéphane Javelle am 6. November 1891 fälschlicherweise beobachtet wurde.